# Vatica havilandii
Vatica havilandii là một loài thực vật thuộc họ Dipterocarpaceae. Loài này có ở Brunei, Indonesia, và Malaysia.